# Коксу (приток Тебы)
Коксу — река в Кемеровской области России. Устье реки находится в 19 км от устья реки Теба по правому берегу. Длина реки составляет 16 км. Приток — Сомнительный.

## Данные водного реестра
По данным государственного водного реестра России относится к Верхнеобскому бассейновому округу, водохозяйственный участок реки — Томь от истока до города Новокузнецк, без реки Кондома, речной подбассейн реки — Томь. Речной бассейн реки — (Верхняя) Обь до впадения Иртыша.